# Drowdil
Drowdil (ros. Дровдиль) – wieś w Rosji, w rejonie wożegodskim obwodu wołogodzkiego. W 2010 r. liczyła 16 mieszkańców.